# Alfred Rinnerthaler
Alfred Rinnerthaler (* 8. Juni 1951) ist ein österreichischer Kirchenrechtler.

## Leben
Nach der Promotion 1976 zum Dr. iur. in Salzburg wurde er dort 1990 Universitätsdozent und lehrte ab 1997 als außerordentlicher Professor für Kirchenrecht der Rechtswissenschaftlichen Fakultät der Universität Salzburg.

## Schriften (Auswahl)
- Der Konfessionsunterricht im Reichsgau Salzburg. Salzburg 1991, ISBN 3-7025-0283-1.
- als Herausgeber: Das kirchliche Privatschulwesen. Historische, pastorale, rechtliche und ökonomische Aspekte. Frankfurt am Main 2007, ISBN 3-631-55848-1.
- Eine Kirche für Salzburgs Altkatholiken. Kontroversen rund um die Errichtung einer altkatholischen Kirchengemeinde in Salzburg. Frankfurt am Main 2008, ISBN 3-631-57083-X.
- als Herausgeber mit Hans Paarhammer: Kirchlicher Wiederaufbau in Österreich. Frankfurt am Main 2016, ISBN 3-631-66520-2.